# Glipostena nigricans
Glipostena nigricans es una especie de coleóptero de la familia Mordellidae.

## Distribución geográfica
Habita en las Filipinas.